# Бакерето (Прато)
Бакерето је насеље у Италији у округу Прато, региону Тоскана.
Према процени из 2011. у насељу је живело 419 становника. Насеље се налази на надморској висини од 226 м.